# Luke Amos
Luke Ayodele Amos (født 23. februar 1997) er en engelsk fodboldspiller der spiller for Tottenham Hotspur.